# Пирогов, Спартак Георгиевич
Спартак Георгиевич Пирогов (16 января 1928, Никольск-Уссурийский, Дальневосточный край — 25 июня 1997, Владивосток) — старший механик теплохода «Степан Вострецов» Приморского морского пароходства Министерства морского флота СССР. Герой Социалистического Труда (1973).

## Биография
Родился 16 января 1928 года в рабочей семье в городе Никольск-Уссурийский (сегодня — Уссурийск Приморского края). В 1944 году окончил Владивостокское ПТУ.
С 1944 года — кочегар парохода «Пинега» и «Уэлен» и с 1947 по 1952 — работа на пароходе «Генерал Панфилов» Дальневосточного морского пароходства.
После окончания в 1953 году курсов механиков работал на пароходах «Ильич» и «Сахалин». В 1960 году окончил Сахалинское мореходное училище и стал работать на теплоходе «Амилес». Совершал рейсы на Кубу.
В 1960 году после получения диплома судомеханика был направлен на приемку теплохода «Адимилес», строившегося в Польше (ПНР). В дальнейшем совершал на нем ответственные рейсы на Кубу, обеспечивал надежную работу главных и вспомогательных механизмов судна. В 1963 году вступил в КПСС. В 1964-1968 годах работал на теплоходе «Тайга», в приемке которого также участвовал в ПНР.
В 1963 году вступил в КПСС.
С 1964 по 1968 год — работа на теплоходе «Тайга» и с 1968 года — на танкерах «Черновцы», «Находка» и теплоходе «Степан Вострецов» Приморского морского пароходства.
С 1968 года работал старшим механиком на танкерах «Черновцы», «Находка», «Степан Вострецов» Приморского морского пароходства (ПМП). Совершил 18 рейсов в сражающийся Вьетнам (ДРВ), четко работая в сложных условиях прифронтовой зоны.
Внимательный уход за машинами и их своевременный ремонт обеспечили перевыполнение планов перевозки и выгрузки жидкого топлива при значительной экономии горючего и смазочных масел. Только в 1972 году машинная команда теплохода «Степан Вострецов», сберегла до 150 тонн топлива и около 8 тонн смазочных масел на сумму свыше 14 тысяч рублей, что позволило сделать дополнительный рейс в ДРВ. Танкер первым в ПМП был переведен на трехлетний цикл эксплуатации без заводского ремонта. Экипаж судна неоднократно выходил победителем в социалистическом соревновании.
Указом Президиума Верховного Совета СССР от 30 мая 1973 года за успешное выполнение заданий по доставке народнохозяйственных грузов для Демократической Республики Вьетнама и проявленные при этом мужество и героизм Пирогову Спартаку Георгиевичу присвоено звание Героя Социалистического Труда с вручением ордена Ленина и золотой медали «Серп и Молот».
Работал на теплоходе «Степан Вострецов» до 1978 года, когда по состоянию здоровья перешёл на работу механиком стояночного экипажа судов.
В 1986 году вышел на пенсию. Жил во Владивостоке. Умер 25 июня 1997 года.

## Награды
- Герой Социалистического Труда — указом Президиума Верховного Совета от 30 мая 1973 года
- Орден Ленина
- Орден Трудового Красного Знамени